# René Borjas
René Borjas (Montevideo, 23 dicembre 1897 – Montevideo, 19 dicembre 1931) è stato un calciatore uruguaiano, di ruolo attaccante.

## Biografia
Borjas esordì nel campionato uruguaiano con la maglia del club oggi scomparso dell'Uruguay Onward. Passò, poi, nel 1923, ai Montevideo Wanderers, durante l'epoca dello scisma del campionato uruguaiano.
I Bohemios parteciparono sia al campionato ufficiale dell'AUF con il consueto nome di Montevideo Wanderers, sia al campionato della scismatica Federación Uruguaya de Foot-ball (FUF), ove schierarono una squadra dal nome di "Atletico Wanderers". Borjas, inserito in quest'ultima, guidò i bianconeri alla vittoria della prima delle due stagioni del campionato FUF (mai riconosciuta dall'AUF, dopo lo scioglimento della federazione scismatica).

Borjas (al centro, nella fila in basso) nell'Uruguay campione sudamericano 1926.

Nel 1924 l'Atletico Wanderers vinse la Copa Río de la Plata (torneo messo in palio annualmente tra i vincitori del campionato uruguaiano e quello argentino), superando i campioni argentini dell'Independiente con rete decisiva di Borjas.
Nel 1925, dopo la soppressione della FUF, l'Atletico Wanderers fu disciolto e Borjas rientrò nelle file dei Montevideo Wanderers, di cui divenne a breve capitano.
Nel 1926 fu tra i protagonisti della vittoria della Nazionale uruguaiana al Campionato Sudamericano in Cile. Nel 1928 fu campione olimpico sempre con la selezione celeste ai Giochi olimpici di Amsterdam.
Tra il giugno e il luglio 1931, Borjas, sempre capitano dei Wanderers, lanciati verso il terzo titolo nazionale, partecipò ad un torneo con la propria squadra, al Centenario di Montevideo, contro le due squadre ungheresi dell'Újpest e del Ferencváros. I Wanderers sconfissero l'Újpest per 1-0 con gol di Borjas il 28 giugno, per poi battere il Ferencváros il 14 luglio per 5-2, sempre con una realizzazione di Borjas.
Durante la seconda partita, Borjas avvertì forti dolori al petto. Dopo la gara, svolti gli esami clinici necessari, il medico impose al capitano dei Wanderers un lungo periodo di assoluto riposo.
In dicembre, Borjas non era ancora rientrato e i Wanderers erano a un passo dal titolo. La partita decisiva si sarebbe disputata il 19 dicembre in casa del Defensor e Borjas, nonostante la proibizione medica di lasciare la propria abitazione, si recò allo stadio per assistere alla gara dalla tribuna. Durante la partita, dopo il gol del vantaggio dei Wanderers, Borjas fu stroncato da un infarto. I soccorsi furono inutili e i compagni di squadra chiesero la sospensione della partita. Nonostante la morte di Borjas, non fu possibile ottenere di interrompere la gara, in quanto in contemporanea si stava disputando la partita del Nacional, in lotta per il titolo con i Wanderers. La partita fu così ripresa e fu vinta dai Wanderers, che si laurearono campioni.

## Palmarès

### Club
- Campionato uruguaiano: 1

Montevideo Wanderers: 1931
- Campionato FUF: 1

Atlético Wanderers: 1923
- Copa Rio de la Plata: 1

Atlético Wanderers: 1924

### Nazionale
- Oro olimpico: 1

Amsterdam 1928
- Coppa America: 1

Cile 1926